# Білоруський гусарський полк

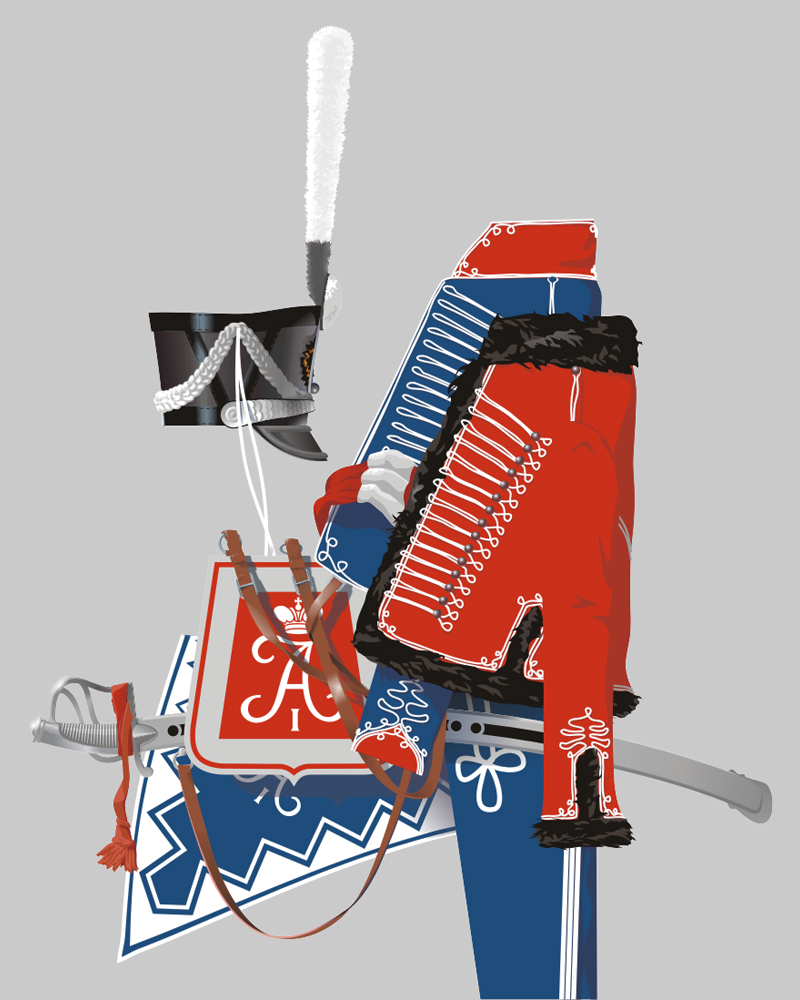
Повна уніформа рядового Білоруського гусарського полку зразка 1812 року: доломан, ментик, шарф, чакчирі, ківер, вальтрап, ташка і шабля

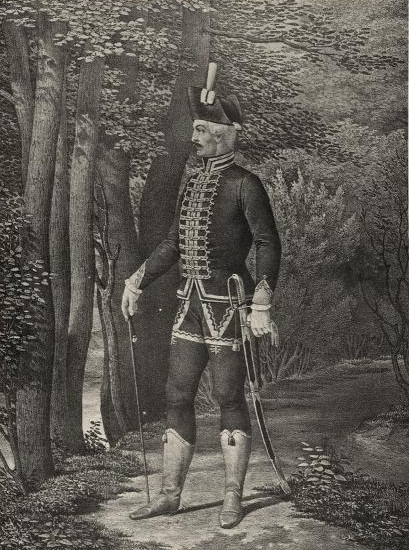
Полковник (командир) Білоруського гусарського полка, з 1776 по 1783 рік.

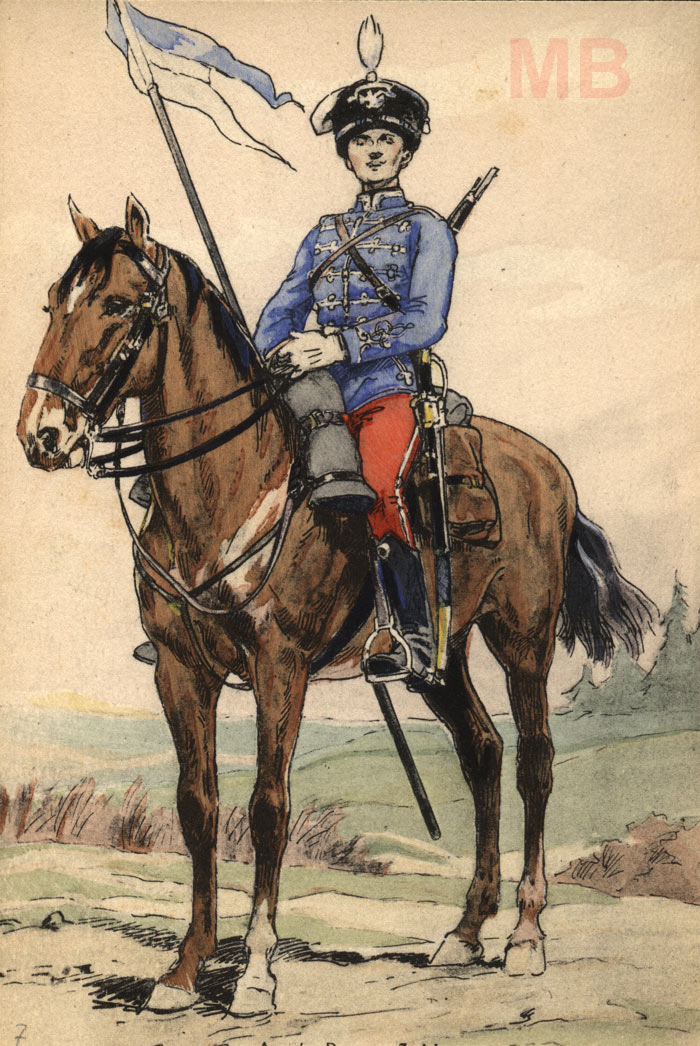
Однострій 7-го гусарського Білоруського імператора Олександра I полка1913 року.

Білоруський 7-й гусарський полк (рос. дореф. Бѣлорусскій 7-й гусарскій полкъ) — кавалерійський полк Російської імператорської армії. З 1875 по 1918 рік входив до складу  4-ї кавалерійської дивізії.
Старшинство — 16 травня 1803 року.
Полкове свято: 30 серпня.

## Історія
16.05.1803 р. — сформований як Білоруський гусарський полк генерал-майором Голенищевим-Кутузовим в містечку  Катеринополь і в м. Звенигородка з двох ескадронів Ольвіопольського, двох ескадронів Єлисаветградського, двох ескадронів Павлоградського та двох ескадронів Олександрійського гусарського полків.
17.12.1803 р. - заснований запасний ескадрон.
6.10.1810 р. - запасний ескадрон скасовано.
1812 р. - перебував у 2-й бригаді 6-ї кавалерійської дивізії.
27.12.1812 р. — переформовано до складу 6-ти діючих та 1-го резервного ескадронів та визначено до 3-ї гусарської дивізії.
5.03.1816 р. - наданий шефством принца Вільгельма Оранського і названий "Гусарським Принца Оранського полком".
7.10.1840 р. - у зв'язку з сходженням шефа на трон перейменований в Гусарський Його Величності Короля Нідерландського полк.
14.03.1849 р. - у зв'язку зі смертю шефа найменований Білоруським гусарським полком.
25.03.1849 р. - наданий новим шефством і названий Гусарським Генерал-Фельдмаршала Графа Радецького полком.
17.03.1857 р. - перейменований в Білоруський гусарський Генерал-Фельдмаршала Графа Радецького полк.
29.12.1857 р. - у зв'язку зі смертю шефа найменований "Білоруським гусарським полком".
1.01.1858 р. - наданий новим шефством і названий Білоруським гусарським Його Імператорського Високості Великого Князя Михайла Миколайовича полком.
25.03.1864 р. - перейменований в 7-й гусарський Білоруський Його Імператорського Високості Великого Князя Михайла Миколайовича полк.
13.07.1882 р. - перейменований в 21-й драгунський Білоруський Його Імператорського Високості Великого Князя Михайла Миколайовича полк.
6.12.1907 р. - перейменований в 77-й гусарський Білоруський Його Імператорського Високості Великого Князя Михайла Миколайовича полк.
30.12.1909 р. - у зв'язку зі смертю шефа найменований "7-м гусарським Білоруським полком".
26.08.1912 р. - перейменований в 7-й гусарський Білоруський Імператора Олександра I полк.
У ході Першої світової війни у 1914 – 1916 pp. полком та його підрозділами було реалізовано кілька ефективних кінних атак.
1918 р. - розформований.
У післяреволюційні часи штандарт 7-го гусарського Білоруського полку був врятований дружиною колишнього офіцера цього полку пані Кальмейєр, яка передала потім його останньому командиру полку генералу Зубову Георгію Миколайовичу.

## Бойовий шлях полка
1806-1812 рр. — брав участь у російсько-турецькій війні: у битвах при Бухаресті, Турбаті, Журжі, Ізмаїлі.
1812 р - діючі ескадрони полку знаходилися в 3-му корпусі генерала А. Л. Воїнова (Дунайська армія). Запасні ескадрони відправлено на формування 12-ї кавалерійської дивізії, але потрапили до 3-ї Західної армії. Резервні ескадрони формувалися у Новомиргородському рекрутському депо і були відправлені на формування 16-ї кавалерійської дивізії. 
При переслідуванні ворога, що відступав, полк у складі 8 ескадронів (971 осіб) брав участь у справі при Любомлі, потім знаходився в корпусі генерала О. Ф. Ланжерона, був у Березині та при взятті Вільно.
1813 р. - був у битвах при Каліші, Лютцені та Баутцені, потім перебував у складі Сілезької армії, бився при Лейпцигу.
14.08.1813 р. - відзначився в битві при Кацбаху.
1814 р. - був у битвах при Брієнні, Ла-Ротьере, Монміралі, Краоні, Лаоні, Фер-Шампенуазі.

## Однострій

### Франко-російська війна 1812 року
При загальновживаному гусарському однострої, гусари полку мали: 
- темно-сині- доломан, чакчири, вальтрап;
- червоні - ментик, ташку, комір та обшлаги доломану;
- білі - тасьму, шнури, викладку вальтрапу і ташки.

Металевий прибор – білий. Пасок червоний з білим. 
Ківера піхотного зразка, з султанами гренадерського зразка, але білого кольору. Етішкети піхотного зразка, жовтого кольору. Кокарда на ківері (кругла розетка) чорна, з помаранчевою каймою, а також петлиця з білої жесті. Кашкет мав тулію кольору доломана, а околю кольору ментика.
Унтер-офіцери мали галунну облямівку на комірах доломанів, а ментик мав опушку з чорного баранчика (замість білого, як у нижніх чинів). Султани на ківерах унтер-офіцерів мали чорне верхів'я.
Крім того гусарським офіцерам дозволялося носити темно-зелені віцмундири і сюртуки піхотного зразка, з обшлагами і коміром кольору як і доломан. Вишивка на обшлагах і комірі також відповідала такій яка була на доломані. Відвороти гусарських віцмундирів були червоні у всіх полків, чакчири ж були темно-зелені без вишивки.

### На початок Першої світової війни ( 1914)
Загальногусарський однострій. Доломан, тулія, клапан – пальто та шинелі - світло-синій; шлик, околія, погони, варварки, облямівка - білі, металевий прибор - срібний.

### Флюгер
Кольори: верх – білий, смуга – біла, низ – світло-синій.

## Полкові відзнаки
- 15 вересня.1813 р. - знаки на ківера з написом «За відмінність 14 серпня 1813 року». 5 лютого 1814 року було додано напис «при Кацбасі».
- 3.05.1814 р. - полк нагороджено 22 срібними. трубами з написом «Білоруському гусарському за відмінну мужність і хоробрість у пам'ятну кампанію 1814».
- 22 георгіївські труби за відмінність у турецьку війну 1829 року.
- Георгіївський штандарт за відмінність у турецьку війну 1877 і 1878 р.р.

## Шефи полка (почесні командири)
- 16.05.1803 — 09.12.1807 — граф Голеніщев-Кутузов Павло Васильович
- 12.12.1807 — 16.04.1809 — генерал-майор Ставицький Яків Федорович
- 16.04.1809 — 17.01.1811 — генерал-майор Кульнєв Яків Петрович
- 17.01.1811 — xx.xx.xxxx — генерал-майор (з 15.9.1813 генерал-лейтенант) Ланський Сергій Миколайович
- 06.05.1814 — 01.09.1814 — генерал-майор Мезенцев Михайло Іванович
- 05.03.1816 — 14.03.1849 — Король Нідерландський Віллем II
- 25.03.1849 — 29.12.1857 — російський генерал-фельдмаршал австрійської служби граф Йозеф Радецький
- 01.01.1858 — 30.12.1909 — великий князь Михайло Миколайович

## Командири полка
- 21.09.1803 — 15.04.1804 — полковник Климовський Микола Васильович
- 30.06.1804 — 12.12.1807 — полковник Ставицький Яків Федорович
- 30.08.1808 - 05.03.1812 - полковник Ставрович, Степан Іванович
- 12.06.1812 — 01.06.1815 — підполковник Данилович Іван Кузьмич
- 01.06.1815 — 20.12.1816 — полковник Ольшевський Осип Данилович
- 20.12.1816 — 19.09.1822[2] — підполковник (з 20.09.1817 полковник) Поздєєв
- 19.09.1822 — 26.04.1827 — полковник фон ден Брінкен
- 1827 - полковник Сухозанет Микола Онуфрійович
- 27.04.1827 — 11.07.1831 — полковник (з 25.06.1831 генерал-майор) Плаутін Микола Федорович
- 24.01.1839 - 22.12.1843 - полковник (з 08.09.1843 генерал-майор) Осоргін Микола Савич
- 22.12.1843 - 15.01.1852 - полковник (з 29.10.1849 генерал-майор) Чулков Микола Петрович
- 15.01.1852 - 22.01.1857 - флігель-ад'ютант полковник (з 26.08.1856 генерал-майор світи Й. І. В.) Дубельт Микола Леонтійович
- 10.01.1870 — 27.07.1875 — полковник Косич Андрій Іванович
- 27.07.1875 - 28.03.1879 - полковник фон дер Лауніц Михайло Васильович
- 07.04.1879 - 20.12.1881 - полковник Главацький Микола Федорович
- 20.12.1881 — 07.01.1892 — полковник Зандер Оскар Якович
- 11.01.1892 - 14.03.1895 - полковник Чичагов Михайло Михайлович
- 14.03.1895 — 19.05.1898 — полковник Голощапов Володимир Миколайович
- 19.05.1898 — 19.12.1901 — полковник Здроєвський Михайло Юльянович
- 23.01.1902 - 07.09.1905 [3] — полковник Булатов Олександр Сільвестрович
- 01.10.1905 — 04.09.1907 — полковник фон Вольф Костянтин Маврикович
- 08.12.1907 - 19.08.1909 - полковник Міллер Євген Карлович
- 21.09.1909 - 09.10.1911 - полковник Саргані Костянтин Костянтинович]
- 12.10.1911 — 04.03.1915 — полковник (з 22.01.1915 генерал-майор) Суковкін Петро Йосафович
- 07.03.1915 — 30.10.1916 — полковник Одноочков Георгій Федорович
- 30.10.1916 — 21.06.1917 — полковник (з 22.03.1917 генерал-майор) Серебренніков Микола Павлович
- 24.06.1917 — 30.07.1917 — полковник Вольський Володимир Миколайович
- 30.07.1917 — після 19.09.1917 — полковник Зубов Георгій Миколайович

## Георгіївські кавалери

### 3-й ступінь
- Голеніщев-Кутузов Павло Васильович — генерал-майор, шеф Білоруського гусарського полку — 05.08.1807 — «На відплату відмінної мужності та хоробрості, наданих 12-го червня в битві при відбитті турецьких військ з битви турецьких військ п'ятьма ескадронами гусар і, побачивши ворога, що посилився, погрожував знову опанувати шанцями, під ядрами і картковими пострілами збив його».

### 4-й ступінь
- Попов, Микола Іванович
- Зубов Георгій Миколайович